# Yucca potosina
Yucca potosina là một loài thực vật có hoa trong họ Măng tây. Loài này được Rzed. miêu tả khoa học đầu tiên năm 1955.

## Hình ảnh

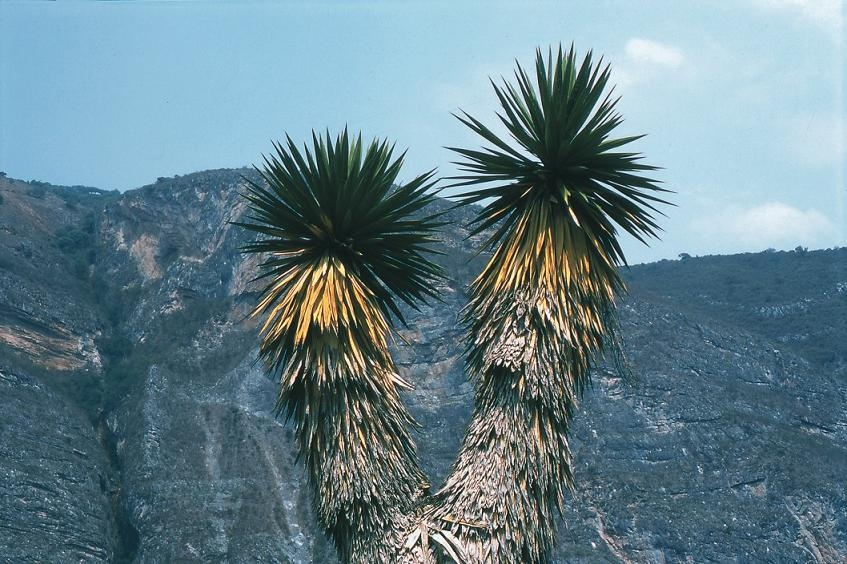
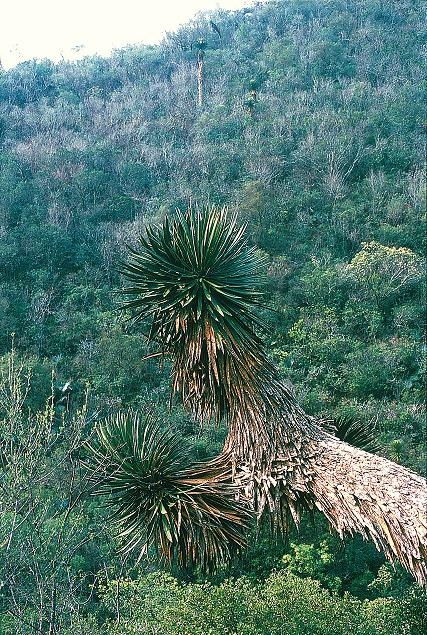